# L'Arbre de Noël (Liszt)
Pour les articles homonymes, voir L'Arbre de Noël  (homonymie).

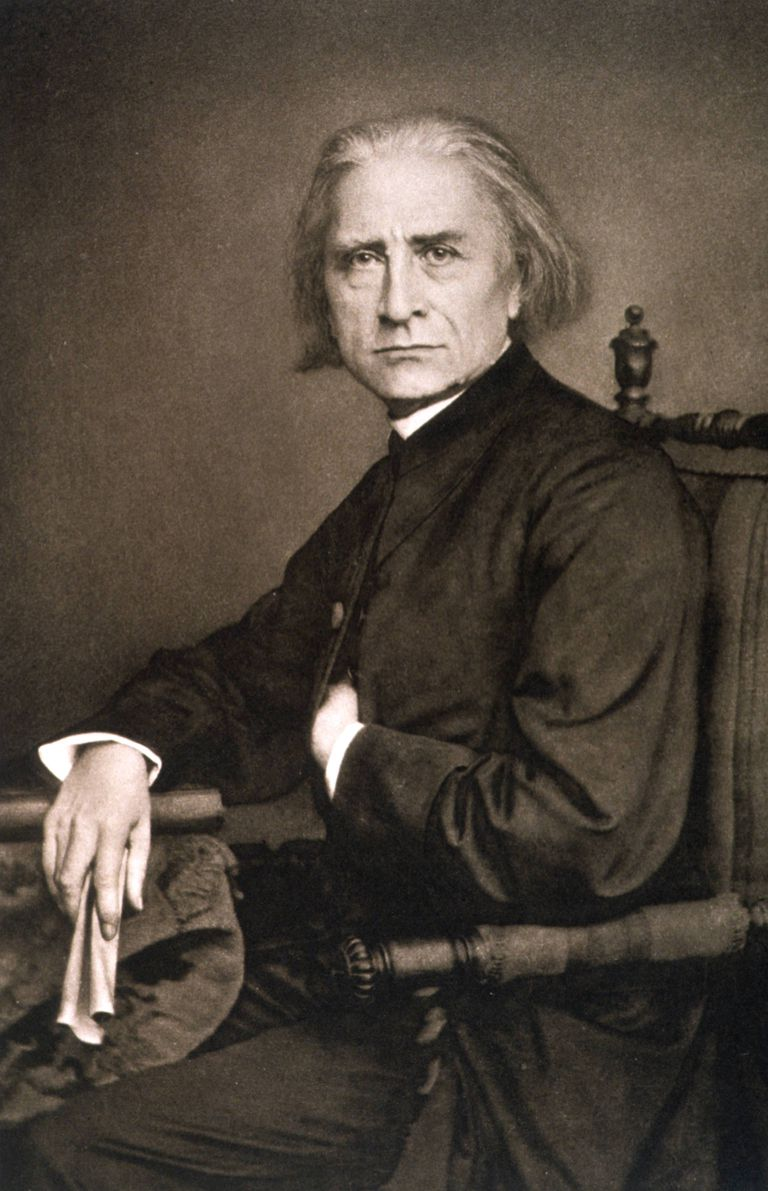
Liszt.

L'Arbre de Noël (en allemand Weihnachtsbaum) est une suite de 12 pièces écrites par Franz Liszt en 1873-76, avec des révisions en 1881. La suite existe en deux versions, pour piano solo et pour piano à quatre mains. Weihnachtsbaum ne demande pas une grande virtuosité, et elle a été décrite comme ayant une relation lointaine avec Scènes d'enfants de Schumann et Children's Corner de Debussy. Cette suite occupe une place inhabituelle dans la production de Liszt, et c'est peut-être pour ces raisons qu'elle a reçu relativement peu d'attention de la part des interprètes.

## Contexte
Liszt a dédié Weihnachtsbaum à sa première petite-fille Daniela von Bülow (1860-1940, fille de Cosima et Hans von Bülow). Daniela avait accompagné son grand-père à Rome en raison de son état fragile. La première audition eut lieu le jour de Noël 1881 dans la chambre d'hôtel de Daniela à Rome. C'était le jour où sa mère Cosima célébrait toujours son anniversaire, même si elle était en fait née la veille de Noël.

## Structure
Un certain nombre de pièces sont basées sur des chants de Noël. Les pièces individuelles sont :
1. Psallite ; Altes Weihnachtslied (Psallite ; Vieille chanson de Noël ; d'après une œuvre chorale de Michael Praetorius)
2. O heilige Nacht! ; Weihnachtslied nach einer alten Weise (O Sainte Nuit ! ; Chanson de Noël sur une mélodie ancienne)
3. In dulci jubilo : Die Hirten an der Krippe (In dulci jubilo : Les bergers à la crèche)
4. Adeste fideles : Gleichsam als Marsch der heiligen drei Könige (Adeste Fideles : En quelque sorte Marche des Trois Rois [Mages] saints)
5. Scherzoso : Man zündet die Kerzen des Baumes an (Scherzoso : On allume les bougies de l'arbre)
6. Glockenspiel (Carillon)
7. Schlummerlied (Chanson pour le sommeil [ou : Berceuse])
8. Altes provençalisches Weihnachtslied  (Vieux chant de Noël provençal)
9. Abendglocken (Cloches du soir)
10. Ehemals (peut se traduire de différentes manières : Autrefois, ou à la rigueur : Dans les jours passés, Temps anciens, Il y a longtemps)
11. Ungarisch (Hongrois ; cette pièce est spécifiquement dédiée à l'ami de Liszt Kornél Ábrányi [1])
12. Polnisch (Polonais).

L'ouvrage est divisé en trois livres de quatre pièces chacun. Toutes les pièces ne sont pas liées à Noël. En particulier, les trois dernières seraient de nature autobiographique, illustrant la relation de Liszt avec la princesse Carolyne de Sayn-Wittgenstein. On dit que « Ehemals » dépeint leur première rencontre, et son humeur et son esprit sont similaires à ceux des « Valses oubliées ». On dit que « Ungarisch » et « Polnisch » représentent Liszt et Carolyne individuellement,.

## Versions
La première version était pour piano solo, écrite en 1873–74. Celui-ci n'a pas été publiée et est cataloguée comme S. 185a.
Vers 1875, Liszt l'a arrangé pour piano à quatre mains (S. 612a). Cela n'a pas non plus été publié.
La version pour piano solo (ou harmonium) a été révisée 1874–76 (S. 186) et la version pour piano à quatre mains a été révisée en 1876-81 (S. 613). Celles-ci ont toutes deux été publiées en 1882 par Adolph Fürstner (en) à Berlin.
Le n° 2, O heilige Nacht !, a été révisé en 1881 pour ténor solo, chœur féminin et orgue (ou harmonium) (S. 49).
La version pour piano solo du n° 7, « Schlummerlied » a été révisée en 1879-81 (S. 186 / 7a) et a été publié par Schirmer, New York, en 1950. Le manuscrit est entré en possession de l'étudiant américain de Liszt Carl Lachmund (1857-1928) ; il a été découvert parmi une liasse de papiers assortis que lui avait donné le valet de Liszt. Lachmund ne savait pas qu'il appartenait spécifiquement à « Weihnachtsbaum » ; il dit dans l'avant-propos: "Le Roman VII sur le titre indiquerait que la pièce aurait pu être destinée à une collection". Cette dernière version de Schlummerlied  a été créée pour la première fois à l'Aeolian Hall, New York, le 12 novembre 1921, par  John Powell (en).

## Enregistrements
Le premier enregistrement du « Weihnachtsbaum » de Liszt date de 1952 (Disque SPA, réédition CD APR, 2024), par Alfred Brendel. C'était aussi le premier enregistrement de Brendel. Les enregistrements ultérieurs sont de France Clidat, Leslie Howard, Rhondda Gillespie (en), Roland Pöntinen, Eteri Andjaparidze, Jerome Rose (en), Pietro Spada (en), Olivier Vernet et Jacques Dor. Des extraits ont été enregistrés par Ilona Kabos, Stephen Hough et d'autres.
La version pour piano à 4 mains (S. 613) a été enregistrée par Roberto Szidon et Richard Metzler.
Lars David Kellner (de) enregistra le premier livre de Weihnachtsbaum sur un harmonium.

## Autres arrangements
- En 1952, Anthony Collins arrange 4 mouvements de la suite pour cordes et célesta[8].
- Le compositeur italien Giampaolo Testoni a arrangé entièrement la suite pour orchestre[9], de même que le musicien britannique Rob Howe[10].